# Сквер Героев-Лётчиков (Одесса)
Сквер Героев-Лётчиков — городской сквер в Киевском районе Одессы, расположен между Адмиральским проспектом, Фонтанской дорогой и территорией Военной академии им. И.Д. Черняховского. 

## История
В середине сентября 1941 г., когда кольцо окружения сужалось вокруг обороняющегося города, взлётно-посадочные площадки Школьного аэродрома, на котором базировалась авиация 69-го истребительного авиационного полка, оказались под артиллерийским огнем противника. Лётчики несли потери. Тогда встал вопрос о выборе места для нового аэродрома.

В середине сентября фронт был настолько близок к городу, что наш аэродром обстреливался уже не только дальнобойной, но и обычной артиллерией противника. От артобстрела самолеты все чаще выходили из строя на земле, были потери и в людях. Для машин соорудили специальные укрытия, а для личного состава блиндажи, но это помогало лишь частично. Враг приноровился обстреливать самолеты при заходе на посадку или при наборе высоты, когда скорость полета совсем мала.
Надо было принимать более радикальные меры. Так родилась идея соорудить новый аэродром в самом городе, в районе Большого Фонтана. И если мы были обязаны инженерам и техникам тем, что наши самолеты вообще еще могли летать, то новый аэродром был, по существу, подарком полку от жителей Одессы. В строительстве его приняли участие тысячи одесситов, в том числе много женщин. Они не прекращали работу и во время артиллерийских обстрелов, сознавая, что дорог каждый час. Аэродром был создан за семь дней".
— Герой Советского Союза гвардии полковник А. Т. ЧЕРЕВАТЕНКО ЛЕТЧИКИ ОДЕССЫ в книге У черноморских твердынь. Отдельная Приморская армия в обороне Одессы и Севастополя. Воспоминания. — М.: Военное издательство Министерства обороны СССР, 1967.
Непосредственное участие в решении вопроса о строительстве нового аэродрома приняли: Б. П. Давиденко – председатель горисполкома, Н. П. Гуревич – секретарь горкома, Г. В. Жуков – командующий ООР, И. И. Азаров – член военного совета ООР, А. Ф. Хренов – помощник командующего ООР по оборонительному строительству, Г. Д. Шишенин – начальник штаба ООР, В. П. Катров – зам. командующего ООР по военно-воздушным силам, Фришман – помощник А. Ф. Хренова по строительству, Г. П. Кедринский – начальник инженерных войск, Еремин, Немировский, Цигуров – инженеры, Н. Я. Кобельков – представитель 69-го истребительного авиаполка.
После Великой на месте аэродрома был разбит сквер Героев-Лётчиков, а в 1984 году был открыт памятник в честь лётчиков-героев 69-го истребительного авиаполка (Архитектор В. Мироненко, скульпторы В. Паторов, М. Еременко.
Помимо памятника, на территории сквера размещены:
- Памятный знак в честь лётчиков 69-го ИАП, Героев Советского Союза. Памятник изображает звено истребителей — трех лётчиков, несущихся сквозь облака навстречу врагу;
- Памятный знак честь лётчиков, Героев Советского Союза, проживавших в Одессе;
- На углу сквера, образованном Адмиральским проспектом и Фонтанской дорогой, установлен гранитный камень, на который нанесены название самого сквера и изображение Золотой Звезды.

За сквером и памятником местные власти следят и ухаживают. В 2016г. к празднованию 72-й годовщины освобождения Одессы сквер был значительно обновлен.
Во время памятных дат, связанных с боевой историей города и Украины, в сквере проходит возложение цветов и венков к памятнику лётчикам.

## Транспорт
Проехать к скверу можно микроавтобусами маршрутных такси № 127, 146, 175, 185, 210, 208; трамваями № 16, 17, 18; троллейбусами № 7, 9, 10, 11.